# Калининское (Чуйская область)
Калининское — село в Жайылском районе Чуйской области Кыргызстана. Административный центр Красновосточного аильного округа. Код СОАТЕ — 41708 209 814 01 0.

## Население
| год     | 2009 | 2014 | 2015 |
| ------- | ---- | ---- | ---- |
| человек | 3740 | 3844 | 3701 |

## Известные жители и уроженцы
- Вячеслав Викторович Яиков (род. 1974) — российский серийный убийца и насильник, орудововаший в городе Копейске Челябинской области.